# Відродження Захисників України
Відродження Захисників України (англ. Revived Soldiers Ukraine) — українсько-американська неприбуткова організація, що була створена для допомоги у лікуванні і реабілітації поранених українських воїнів. Від часу створення в 2015 році, громадська організація запустила ряд масштабних проєктів спрямованих на медичну реабілітацію українських захисників в Сполучених Штатах Америки і в Україні. Діяльність Відродження Захисників України спрямована на медичну допомогу, зокрема протезування та реабілітацію поранених українських військових.

## Історія та діяльність
Ініціативу «Відродження Захисників України» в 2014 році заснувала колишня спортсменка-легкоатлетка, яка виступала за збірну України, волонтерка Ірина Ващук. В листопаді 2015 року Фонд було оформлено юридично. Протягом перших місяців роботи команда «Відродження Захисників України» обрала спеціалізацію, спрямовану на медичну допомогу важкопораненим захисникам України: забезпечення безоплатного протезування поранених українських військових в США та реабілітацію в Україні. За перших п'ять років існування команда Фонду привезла на лікування та реабілітацію в США 45 поранених українських військових.
У листопаді 2018 року в Україні була заснована філія «Відродження Захисників України», яку очолила Юлія Сташків.
У 2019 році в Ірпені свою роботу розпочав один з наймасштабніших проєктів фонду — реабілітаційний центр «Next Step Ukraine». Центр є унікальним завдяки використанню американського обладнання та спеціалізується на нейрореабілітації для людей з травмами центральної нервової системи, а саме головного та спинного мозку. Станом на липень 2022 року, у реабілітаційному центрі допомогу отримало близько 200 поранених захисників.
Основним джерелом збору коштів для забезпечення діяльності Фонду є організація благодійних заходів у США. Так, Фонд неодноразово організовував благодійні концерти за участю українських митців, таких як Джамала, Наталка Карпа, Оксана Муха, Олександр Божик, Ігор Кондратюк, гурти «Тріода», «Шпилясті кобзарі». Зібрані кошти Фонд витрачає на медикаменти, оплату операцій, протезування, а також підтримку реабілітаційного центру в Україні.

## Команда[14]
- Президентка — Ірина Ващук-Дісіпіо
- Директор (Філадельфія) — Роман Венгренюк
- Директорка (Орландо) — Олена Стоун
- Директорка (Ірпінь) — Тетяна Грубенюк
- Менеджерка з комунікацій — Каріна Машталір

## Відзнаки та нагороди
- 2020 — Ірина Ващук-Дісіпіо стала лауреаткою премії «Євромайдан SOS»[15][16]
- 2020 — лауреат Національного конкурсу «Благодійна Україна-2020» в номінації «Благодійність в Захисті України»[17]
- 2020 — Ірина Ващук-Дісіпіо нагороджена орденом княгині Ольги ІІІ ступеня[18][19]
- 2021 — переможець Національного конкурсу «Благодійна Україна — 2021» в номінації «Благодійність в Захисті України»[20][21]
- 2023 — Ірина Ващук-Дісіпіо нагороджена орденом княгині Ольги ІІ ступеня[22]

## Амбасадори
Марічка Падалко — українська телеведуча